# Nombre semienter
En matemàtiques, un nombre semienter és un nombre definit de la forma 
{\displaystyle n+{1 \over 2}},
on {\displaystyle n} és enter. Per exemple, 
4½, 7/2, −13/2, 8.5
són tots semienters.
Els semienters ocorren molt sovint en contextos matemàtics, i per això és convenient un terme especial. Cal notar que la meitat d'un enter no és sempre un semienter: la meitat d'un enter parell és un enter, però no un semienter. Els semienters són precisament els nombres que són la meitat d'un enter senar, i per aquesta raó també són anomenats senars semienters. Els semienters són un cas especial dels racionals diàdics, nombres que poden ser formats dividint un enter sobre una potència de dos.

## Notació i estructures algebraiques
El conjunt de tots els semienters és comunament denotat com a
{\displaystyle \mathbb {Z} +{1 \over 2}.}
Els enters i semienters junts formen un grup sota l'operació de la suma, la qual pot ser denotada com
{\displaystyle {\frac {1}{2}}\mathbb {Z} }.
No obstant això, aquests nombres no formen un anell, ja que el producte de dos semienters no pot ser un semienter.

## Usos

### Empaquetament d'esferes
L'empaquetament compacte d'esferes unitàries en quatre dimensions, anomenada xarxa D₄, col·loca una esfera en cada punt les coordenades siguin totes enteres o semienteres. Aquest empaquetament està estretament relacionat amb els enters de Hurwitz, els quals són quaternions amb coeficients reals que són tots enters o semienters.

### Física
En física, el principi d'exclusió de Pauli és el resultat de la definició dels fermions com partícules que tenen espins, els quals són semienters.
El nivell energètic de l'oscil·lador harmònic quàntic ocorren a semienters i, per tant, el seu nivell més baix d'energia no és zero.

### Volum d'una esfera
Encara que la funció factorial només es defineix per als arguments enters, es pot ampliar a arguments fraccionaris utilitzant la funció gamma. La funció gamma per a semienters és una part important de la fórmula per al volum d'una bola n-dimensional de radi R,
{\displaystyle V_{n}(R)={\frac {\pi ^{n/2}}{\Gamma ({\frac {n}{2}}+1)}}R^{n}.}
Els valors de la funció gamma en semienters són múltiples enters de l'arrel quadrada de π:
{\displaystyle \Gamma \left({\frac {1}{2}}+n\right)={\frac {(2n-1)!!}{2^{n}}}\,{\sqrt {\pi }}={(2n)! \over 4^{n}n!}{\sqrt {\pi }}}
on n!! denota el doble factorial.